# Dijkerstraat
Dijkerstraat (Limburgs: Diêkerstraot) is een buurtschap in de gemeente Weert, Midden-Limburg. Het is gelegen tussen de buitengebieden van Altweerterheide en Keent (Weert). Voor de ontginning van Altweerterheide was de dijkerstraat de zuidelijke begrenzing van het 'eiland van Weert'. De Dijkerstraat vormt hierdoor de grens tussen Weert en Altweerterheide.
| Altweert (Weert) |  | Keent (Weert)   |  | Moesel (Weert) |
|                  |  |                 |  |                |
|                  |  |                 |  |                |
|                  |  |                 |  |                |
|                  |  | Altweerterheide |  | Tungelroy      |

Stad: Weert

Kerkdorpen: Altweerterheide · Laar · Stramproy · Swartbroek · Tungelroy 

Buurtschappen: Altweert · Bosven · Breyvin · Castert · Crixhoek · De Berg · De Boberden · De Horst · Dijkerstraat · Hei · Houtbroek · Hushoven · Oud-Boshoven · Rietbroek · Vlootkant · Wisbroek

Woonwijken: Boshoven (Vrakker · Oda · Oud-Boshoven) · Laarveld · Molenakker · Kampershoek · Fatima · Weert-Centrum · Biest · Groenewoud · Leuken (Vrouwenhof · Leuken-Noord) · Keent (Parkhof) · Moesel · Graswinkel · Rond de Kazerne (Altweert · Boshoverbeek) 

Limburg: Steden en dorpen      Nederland: Provincies · Gemeenten